# Sponde (Mond)
Sponde (Jupitermond XXXVI) ist einer der kleineren äußeren Monde des Planeten Jupiter.

## Entdeckung
Sponde wurde am  9. Dezember 2001 von Astronomen der Universität Hawaii entdeckt. Sie erhielt zunächst die vorläufige Bezeichnung S/2001 J 5.
Benannt wurde der Mond nach Sponde, einer der Horen aus der griechischen Mythologie.

## Bahndaten
Sponde umkreist Jupiter in einem mittleren Abstand von 23.487.000 km in 748 Tagen, 8 Stunden und 10 Minuten. Die Bahn weist eine Exzentrizität von 0,3121 auf. Mit einer Neigung von 150,998° ist die Bahn retrograd, das heißt, der Mond bewegt sich entgegen der Rotationsrichtung des Jupiter um den Planeten. 
Aufgrund ihrer Bahneigenschaften wird Sponde der Pasiphae-Gruppe, benannt nach dem Jupitermond Pasiphae, zugeordnet. 

## Physikalische Daten
Sponde besitzt einen mittleren Durchmesser von etwa 2 km. Ihre Dichte wird auf 2,6 g/cm³ geschätzt. Sie ist vermutlich überwiegend aus silikatischem Gestein aufgebaut.
Sponde weist eine sehr dunkle Oberfläche mit einer Albedo von 0,04 auf, d. h., nur 4 % des eingestrahlten Sonnenlichts werden reflektiert. Ihre scheinbare Helligkeit beträgt 23,0m.